# Гуньба блакитнувата
Гуньба блакитнувата (Trigonella coerulescens) — вид квіткових рослин родини бобових (Fabaceae).

## Біоморфологічна характеристика
Однорічна рослина густо запушена, розгалужена від основи; стебла прямовисні чи розпростерті, 5–20 см. Прилистки яйцеподібно-шилуваті, зубчасті. Листочки обернено-яйцеподібні, у верхній половині зубчасті, щільно ворсинчасті, 8–15 × 3–10 мм. Квіткові голови 12–15-квіткові, щільні, яйцеподібні, при плодах довгасті, 15–30 × 10–15 мм. Чашечка волохата, трубчаста, 6–12 мм; зуби шилуваті, довжиною як трубка. Віночок синій, 11–15 мм. Боби волосаті, ланцетні, дещо зігнуті, 10–15 × 2–3 мм, 4–6 насінини. Насіння яйцеподібне, дрібно-бугорчасте, 2 мм.

## Поширення
Росте у Європі (Греція, Росія, Україна), північній Африці (Лівія), на заході Азії (Іран, Ірак, Сирія, Туреччина, Вірменія, Грузія, Туркменістан). Населяє вапнякові схили, сосновий ліс, степ, перелоги.
В Україні вид росте на крейдяних схилах — у передгір'ях Криму, рідко (ок. Білогірська та Бахчисараю).